# Dr Misio

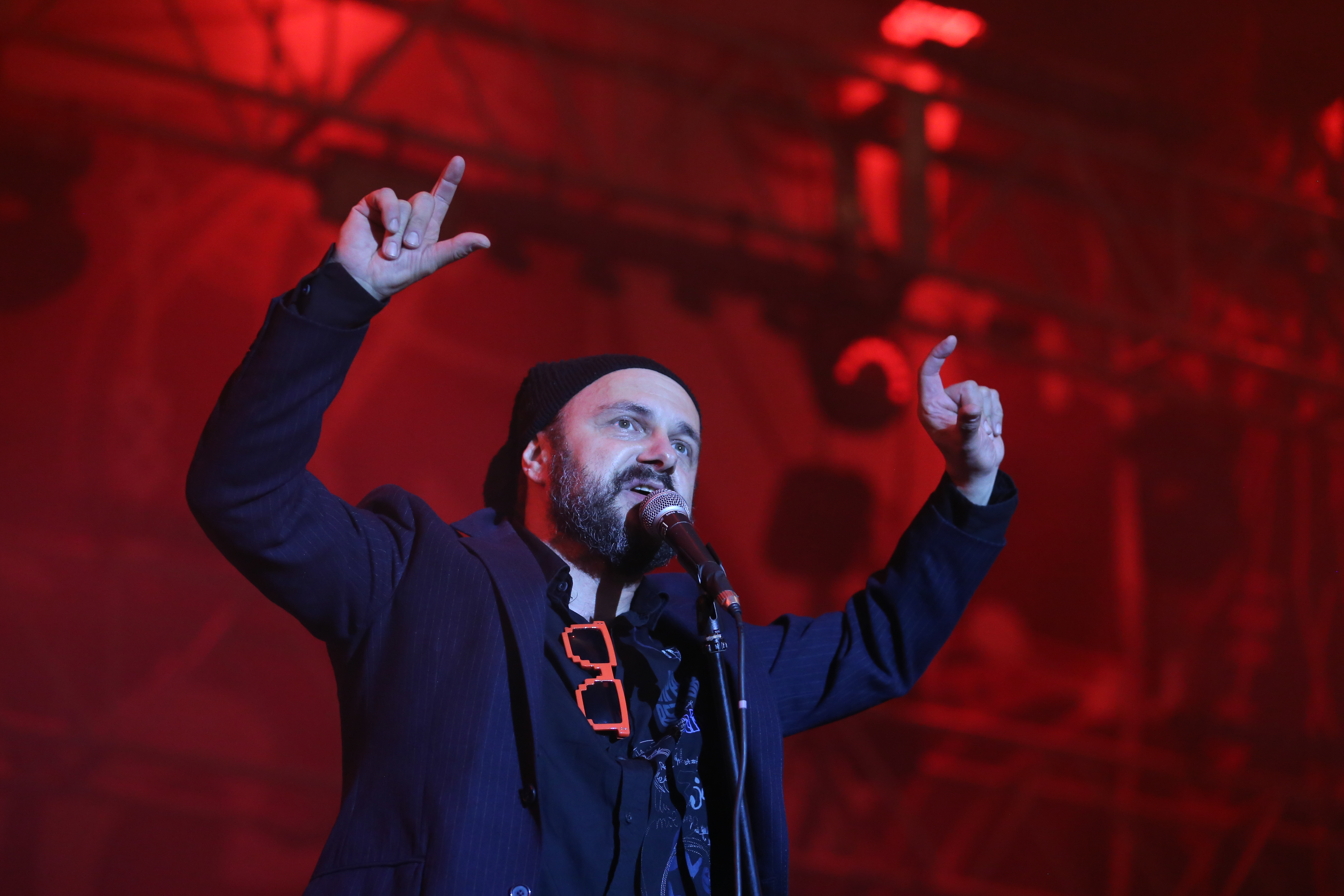
Arkadiusz Jakubik na Przystanku Woodstock w 2017 r.

Dr Misio – polski zespół muzyczny założony w 2008 z inicjatywy aktora Arkadiusza Jakubika.
Poza Jakubikiem skład uzupełniają Paweł Derentowicz, Paweł Pittner, Adam Czarnecki i Romuald Rojewski. Członkowie zespołu klasyfikują swoją muzykę jako rock & roll.

## Historia
W styczniu 2013 roku grupa za pośrednictwem serwisu YouTube opublikowała pierwszy teledysk do utworu „Młodzi”, wyreżyserowany przez Wojciecha Smarzowskiego. 19 lutego tego samego roku zespół podpisał kontrakt z wytwórnią płytową Universal Music Polska, natomiast w marcu zrealizowany został kolejny teledysk do utworu „Mentolowe papierosy” w reżyserii Bartosza Piotrowskiego, w którym poza zespołem wystąpili Katarzyna Zielińska, Katarzyna Wzorek oraz Paula Urbanek.
26 marca 2013 roku ukazał się debiutancki album studyjny zespołu, zatytułowany Młodzi. Nagrania zrealizowano w studiu Adama Toczko – Elektra Studio. Za produkcję muzyczną odpowiadał Olaf Deriglasoff. 9 czerwca grupa otrzymała Nagrodę dziennikarzy podczas Sopot TOPtrendy Festiwal 2013. Z kolei 19 lipca muzycy wystąpili w ramach Jarocin Festiwal 2013.
31 lipca 2014 roku zespół wystąpił podczas dwudziestej edycji Przystanku Woodstock w Kostrzynie nad Odrą. 21 października tego samego roku ukazał się drugi album studyjny grupy, zatytułowany Pogo. Za produkcję muzyczną ponownie odpowiadał Olaf Deriglasoff.

## Dyskografia

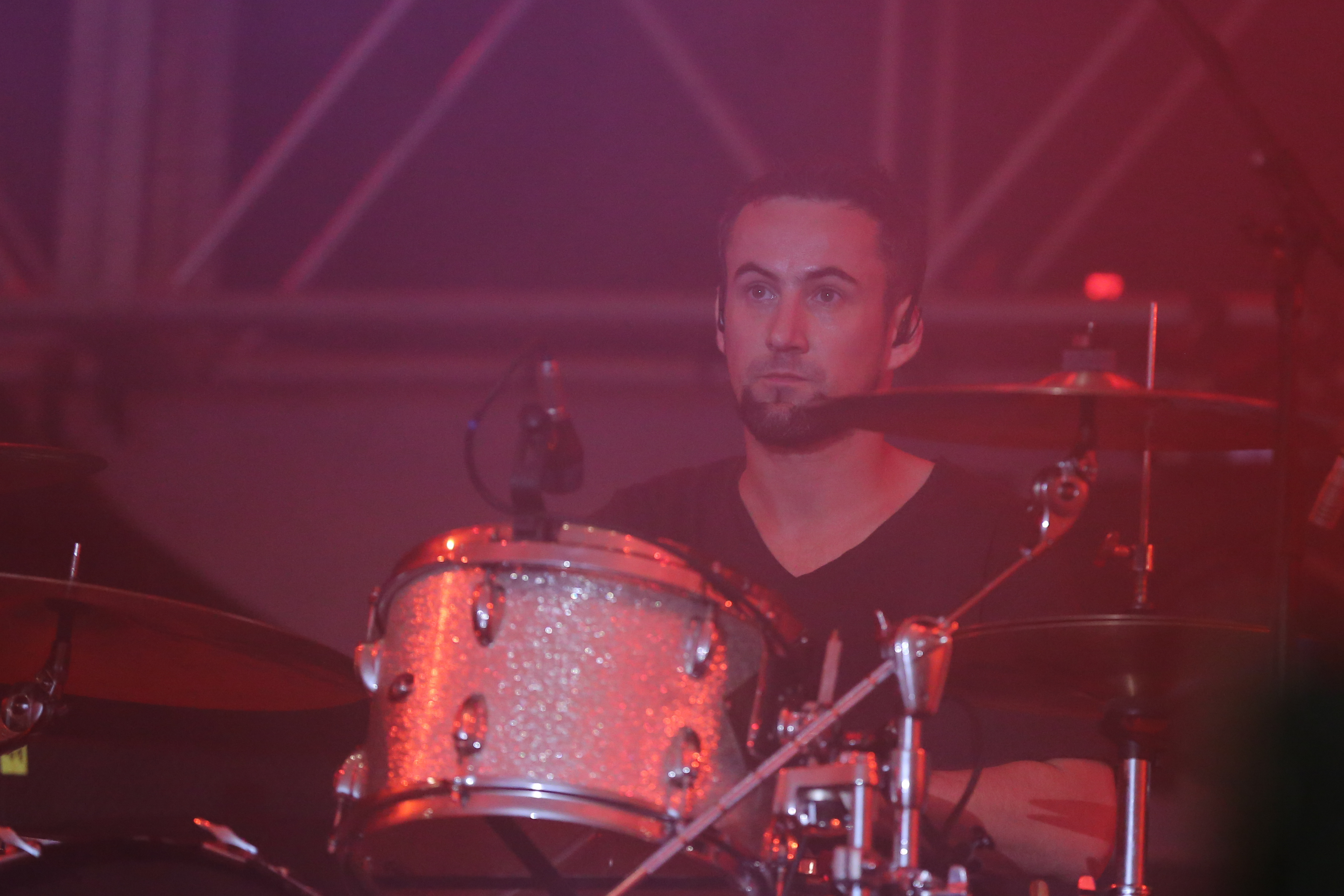
Jan Prościński, perkusista zespołu

### Albumy studyjne
| Rok  | Dane dot. albumu                                                                                              | Pozycja na liście |
| Rok  | Dane dot. albumu                                                                                              | POL               |
| ---- | --- | ----------------- |
| 2013 | Młodzi - Data: 26 marca 2013 - Wydawca: Universal Music Polska - Format: CD, digital download                 | 31                |
| 2014 | Pogo - Data: 21 października 2014 - Wydawca: Universal Music Polska - Format: CD, digital download            | 37                |
| 2017 | Zmartwychwstaniemy - Data: 12 maja 2017 - Wydawca: Universal Music Polska - Format: CD, digital download      | 19                |
| 2020 | Strach XXI wieku - Data: 9 października 2020 - Wydawca: Universal Music Polska - Format: CD, digital download | 21                |
| 2023 | Chory na Polskę - Data: 10 listopada 2023 - Wydawca: Agora - Format: CD, digital download                     | 33                |

### Kompilacje
| Rok  | Dane dot. albumu                                                          | Pozycja na liście |
| Rok  | Dane dot. albumu                                                          | POL               |
| ---- | ------------------------------------------------------------------------- | ----------------- |
| 2018 | 30 lat z wariatami - Data: 5 października 2018 - Wydawca: Rock Revolution | 38                |

### Single
| 2013 | „Mentolowe papierosy”                                                                        | –  | –  | Młodzi             |
| 2014 | „Pogo”                                                                                       | –  | –  | Pogo               |
| 2017 | „Pismo”                                                                                      | 2  | 1  | Zmartwychwstaniemy |
| 2017 | „Mordor”                                                                                     | –  | 5  | Zmartwychwstaniemy |
| 2018 | „Polacy”                                                                                     | –  | 1  | 30 lat z wariatami |
| 2019 | „Chcesz się bać”                                                                             | 36 | –  | Strach XXI wieku   |
| 2020 | „Strach XXI wieku”                                                                           | X  | 1  | Strach XXI wieku   |
| 2020 | „Mnie nie ma”                                                                                | X  | 11 | Strach XXI wieku   |
| 2021 | „Czy pamiętasz”                                                                              | X  | 15 | Strach XXI wieku   |
| 2023 | „Chory na Polskę”                                                                            | X  | 1  | Chory na Polskę    |
| 2023 | „Wędrowiec”                                                                                  | X  | 8  | Chory na Polskę    |
| 2023 | „Znikam”                                                                                     | X  | 11 | Chory na Polskę    |
| 2023 | "Wielkie żarcie"                                                                             | X  | –  | Chory na Polskę    |
|      | „–” oznacza, że singel nie był notowany na danej liście. „*” oznacza, że lista nie istnieje. |    |    |                    |

## Teledyski
| Tytuł                 | Rok  | Reżyseria/Realizacja             | Album              | Źródło |
| --------------------- | ---- | -------------------------------- | ------------------ | ------ |
| „Młodzi”              | 2013 | Wojciech Smarzowski              | Młodzi             | [ 2 ]  |
| „Mentolowe papierosy” | 2013 | Bartosz Piotrowski               | Młodzi             | [ 6 ]  |
| „Dziewczyny”          | 2013 | Krzysztof Skonieczny             | Młodzi             | [ 37 ] |
| „Pogo”                | 2014 | –                                | Pogo               | [ 38 ] |
| „Hipster”             | 2015 | Łukasz Palkowski                 | Pogo               | [ 39 ] |
| „Pismo”               | 2017 | Wojciech Smarzowski              | Zmartwychwstaniemy | [ 40 ] |
| „Mordor”              | 2018 | Kamil Rydzewski, Joanna Duńka    | Zmartwychwstaniemy | [ 41 ] |
| „Zmartwychwstaniemy”  | 2019 | Oskar Marciniuk, Marcin Kurowski | Zmartwychwstaniemy | [ 42 ] |
| „Chcesz się bać”      | 2019 | Piotr Domalewski                 | Strach XXI wieku   | [ 43 ] |
| „Strach XXI wieku”    | 2020 | Wojciech Smarzowski              | Strach XXI wieku   | [ 44 ] |
| „Siedemnastolatki”    | 2020 | Oskar Kaszyński                  | Strach XXI wieku   | [ 45 ] |
| ,,Mnie nie ma''       | 2020 | Piotr Rzepliński                 | Strach XXI wieku   | [ 46 ] |
| ,,Czy pamiętasz”      | 2021 | Konrad Banaszkiewicz             | Strach XXI wieku   | [ 47 ] |
| ,,Dwie głowy”         | 2021 | Matylda Damięcka, Kobas Laksa    | Strach XXI wieku   | [ 48 ] |
| „Chory na Polskę”     |      | Piotr Domalewski                 |                    | [ 49 ] |
| „Znikam”              |      | Jakub Jakubik                    |                    | [ 50 ] |

## Nagrody i nominacje
| Rok  | Nagroda        | Kategoria                            | Rezultat   | Źródło |
| ---- | -------------- | ------------------------------------ | ---------- | ------ |
| 2013 | TOPtrendy 2013 | Nagroda dziennikarzy                 | Wygrana    | [ 51 ] |
| 2018 | Fryderyki 2018 | Album roku rock (Zmartwychwstaniemy) | Nominacja  | [ 52 ] |
| 2018 | Fryderyki 2018 | Teledysk roku („Pismo”)              | Nominacja  | [ 52 ] |
| 2020 | Teraz Najlepsi | Płyta roku polska                    | 6. miejsce | [ 53 ] |
| 2021 | Fryderyki 2021 | Album roku rock (Strach XXI Wieku)   | Nominacja  | [ 54 ] |
| 2024 | Fryderyki 2024 | Album roku rock (Chory na Polskę)    | Nominacja  |        |